# Usine d'enrichissement militaire de Pierrelatte

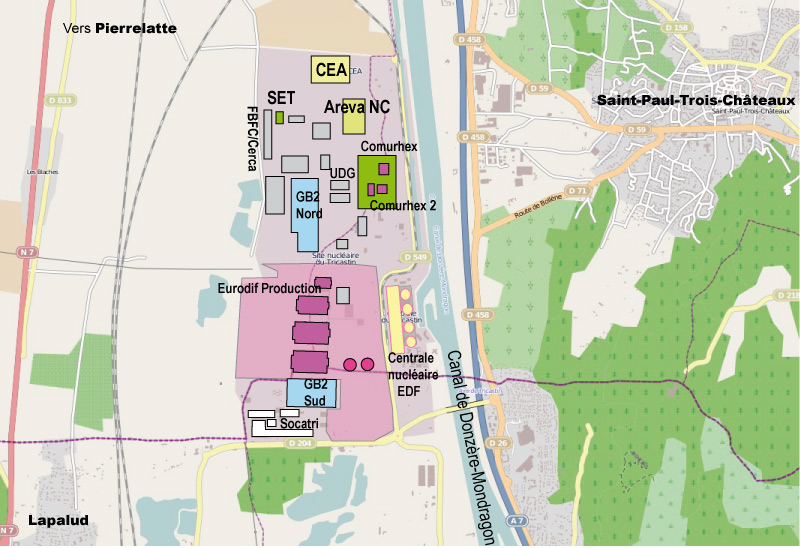
Carte simplifiée du site nucléaire du Tricastin. L'usine d'enrichissement militaire de Pierrelatte comporte plusieurs UDG (Usines de Diffusion Gazeuses)

L'usine d'enrichissement militaire de Pierrelatte est une ancienne usine d'enrichissement de l'uranium à des fins militaires située dans le département de la Drôme. De 1960 à 1996, elle a produit de l'uranium enrichi à 90 % destiné à la fabrication d'armes nucléaires dans le cadre de la force de dissuasion nucléaire française. À partir de 1996 le démantèlement de l'usine a été entrepris. Il a été achevé en 2008.

## Histoire
Parallèlement à la mise en service de la première pile atomique française Zoé en 1948 et à l'engagement en juillet 1952 d'un  premier plan quinquennal de développement de l'énergie atomique civile sous l'impulsion de Félix Gaillard, membre du Gouvernement Pinay, la France poursuit son engagement dans la course à la maîtrise de la bombe atomique. Dans ce cadre elle décide en 1958 de construire une usine d'enrichissement d'uranium à Pierrelatte qui doit permettre de produire de l’uranium enrichi à 90 %. Ce dernier type de combustible est exclusivement réservé à la fabrication de bombes atomiques.
Les travaux débutèrent à l'Usine de Pierrelatte en 1960 et le premier lingot d'uranium faiblement enrichi fut obtenu en janvier 1960. En 1961 est créée la Société des Usines Chimiques de Pierrelatte (SUCP), qui fabrique l’hexafluorure d'uranium (UF6) pour alimenter les futures Usines de Diffusion Gazeuses (UDG) qui démarrent en 1964.
Les unités d'enrichissement par diffusion gazeuse démarrent en 1964 pour enrichir de l'uranium raffiné à Malvési dans l'Aude. Le premier conteneur d'hexafluorure d'uranium très enrichi est produit le 6 avril 1967. Le Commissariat à l'énergie atomique (CEA) les exploite jusqu’en 1978 puis en confie l'exploitation à Cogema dans le cadre d’une convention avec le ministère de la Défense. 
Fort de l'expérience acquise avec l'usine militaire de Pierrelatte, le Président Georges Pompidou propose fin 1969, à La Haye, aux pays européens intéressés de s'associer à des études de faisabilité d'une usine d'enrichissement de taille internationale. Le 22 novembre 1973 le gouvernement français approuve le projet de construction de l'usine d'Eurodif par le CEA. En février 1974, le site de Tricastin est retenu.
Le décret du 8 septembre 1977 autorise finalement la création, par la société Eurodif Production (pour European Gaseous Diffusion Uranium Enrichissement Consortium), d’une usine d'enrichissement de l'uranium par diffusion gazeuse implantée dans le site nucléaire du Tricastin à Pierrelatte. En avril 1979, le Premier ministre Raymond Barre inaugure l'usine d'Eurodif. 
Après le moratoire unilatéral sur les essais nucléaires, décidé en avril 1992, la France, à l’issue d’une ultime campagne d’essais, annonce le 20 janvier 1996 leur arrêt définitif. Par voie de conséquence, elle annonce également l’arrêt définitif de la production de matières fissiles pour les armes nucléaires. Elle est d'ailleurs le premier pays à mettre en œuvre le démantèlement de telles installations. L’usine de Pierrelatte est donc arrêtée en juin 1996. Le programme de démantèlement des installations est immédiatement lancé, avec comme objectifs le démontage et la destruction de tous les procédés d’enrichissement, l’assainissement des locaux et l’évacuation des déchets produits. Il a été terminé en 2008.

## Descriptif
L'usine est composée de quatre unités : usine basse, usine moyenne, usine haute et usine très haute.

## Démantèlement
La maîtrise d’ouvrage du programme de démantèlement est assurée par la Direction des applications militaires (DAM) du CEA, qui agit pour le compte du Ministère de la Défense qui assure le
financement. La maîtrise d’œuvre est assurée par Cogema, exploitant nucléaire du site. L'objectif initial du démantèlement est de niveau II, à savoir qu'il s'agit d'un démantèlement partiel comprenant la décontamination et la destruction de tous les bâtiments en dehors du bâtiment abritant le réacteur nucléaire qui restera confiné. Une surveillance de l'environnement ultérieure sera donc nécessaire.
Des opérations pilotes de démantèlement sont lancées sur les quatre usines puis le démantèlement proprement dit commence en 2000. De 2000 à 2004, les groupes de diffusion gazeuse sont déposés et les diffuseurs qui retiennent 80 % de la matière résiduelle présente dans les usines sont détruits. De 2004 à 2008, les autres installations connexes, les annexes et les matériels sont démantelés et déclassés. Le coût est estimé en 199 entre 2,5 et 3 milliards de francs.
Ce démantèlement constitue une opération présentant une technicité spécifique. Le seul démantèlement similaire opéré dans le monde auparavant est celui de l’usine d'enrichissement de Capenhurst, en Angleterre. Les quatre usines représentent 5 hectares de surface au sol, plus de 2 000 étages de diffusion gazeuse comportant chacun un compresseur, un échangeur, deux diffuseurs, plus de 200 km de tuyauteries, plus de 100 000 vannes. En matière de déchets à évacuer et recycler, on compte 8 000 tonnes d’aluminium constituant des circuits principaux, 2 000 tonnes d’acier et d’inox, 1 200 tonnes de barrières de diffusion en céramique et  1 000 tonnes de déchets principalement technologiques.
En 1999, on estimait que plus de 3 tonnes d’uranium sous diverses formes ( UO2F2, UF4, UF5…), réparties à plus de 80 % dans les barrières de diffusion devaient être recyclées.
Après démantèlement, la France organise  une visite de ses anciennes installations de Pierrelatte et Marcoule le 16 septembre 2008 pour des représentants de plus d’une quarantaine d’États membres de la Conférence du désarmement et le 16 mars 2009 pour plus d’une vingtaine d’experts non gouvernementaux. C’est la première fois qu’un État doté d’armes nucléaires ouvre aux autres États les portes de ses anciennes installations de production de matières fissiles pour les armes nucléaires.